# Comunità montana Lambro e Mingardo
La Comunità montana Lambro e Mingardo era un ente locale di cui facevano parte alcuni comuni salernitani. La stessa è stata accorpata dalla Regione Campania a fine 2008 con la Comunità montana del Bussento nell'ambito di un piano di riorganizzazione di carattere regionale che ha portato gli Enti dal 27 a 20.
I comuni aderenti erano:
Alfano, Ascea, Camerota, Celle di Bulgheria, Centola, Cuccaro Vetere, Futani, Laurito, Montano Antilia, Pisciotta, Roccagloriosa, Rofrano, San Giovanni a Piro, San Mauro La Bruca. 
La comunità prende il nome dai fiumi Lambro e Mingardo. 